# Campeonato de Apertura 1945 (Perú)
El Campeonato de Apertura 1945 fue la primera edición de este torneo. El campeón fue Universitario al ganar 2 partidos y empatar 1. La organización correspondía a la Asociación No Amateur (ANA), antigua denominación de la actual Asociación Deportiva de Fútbol Profesional (ADFP).

## Formato
El torneo se jugó en un sistema de todos contra todos a una sola rueda y se otorgaba dos puntos por partido ganado, un punto por partido empatado y ninguno por partido perdido. El campeón sería el que más puntos acumule, en caso de igualdad de puntos se jugaba un partido de desempate por el título.

## Equipos participantes
| Club                      | Vía de clasificación                                |
| ------------------------- | --------------------------------------------------- |
| Sucre FBC                 | Campeón del Campeonato Peruano de Fútbol de 1944    |
| Deportivo Municipal       | Subcampeón del Campeonato Peruano de Fútbol de 1944 |
| Universitario de Deportes | Tercero del Campeonato Peruano de Fútbol de 1944    |
| Alianza Lima              | Cuarto del Campeonato Peruano de Fútbol de 1944     |

## Partidos
1ª ronda
| Lugar                    | Local        | Resultado | Visitante     |
| ------------------------ | ------------ | --------- | ------------- |
| Antiguo Estadio Nacional | Municipal    | 1–2       | Sucre FBC     |
| Antiguo Estadio Nacional | Alianza Lima | 0–3       | Universitario |

 2ª ronda
| Lugar                    | Local         | Resultado | Visitante    |
| ------------------------ | ------------- | --------- | ------------ |
| Antiguo Estadio Nacional | Universitario | 3–0       | Sucre FBC    |
| Antiguo Estadio Nacional | Municipal     | 1–1       | Alianza Lima |

  3ª ronda
| Lugar                    | Local     | Resultado | Visitante     |
| ------------------------ | --------- | --------- | ------------- |
| Antiguo Estadio Nacional | Sucre FBC | 2–2       | Alianza Lima  |
| Antiguo Estadio Nacional | Municipal | 2–2       | Universitario |

## Tabla de posiciones
| Pos. | Equipo              | PJ | PG | PE | PP | GF | GC | Dif. | Puntos |
| ---- | ------------------- | -- | -- | -- | -- | -- | -- | ---- | ------ |
| 1°   | Universitario       | 3  | 2  | 1  | 0  | 8  | 2  | +6   | 5      |
| 2°   | Sucre FBC           | 3  | 1  | 1  | 1  | 4  | 6  | -2   | 3      |
| 3°   | Alianza Lima        | 3  | 0  | 2  | 1  | 4  | 5  | -1   | 2      |
| 4°   | Deportivo Municipal | 3  | 0  | 2  | 1  | 3  | 6  | -3   | 2      |

|                                |
| Campeón Campeonato de Apertura |
| Universitario 1.er título      |